# Nature Sounds
Nature Sounds – wytwórnia płytowa z siedzibą w Brooklynie w Nowym Jorku. Specjalizuje się w wydawaniu muzyki rap i reggae.

## Albumy wydane przez Nature Sounds
- Ayatollah – Drum Machine
- Big City – The City Never Sleeps
- Black Market Militia – Black Market Militia
- DJ Babu – Duck Season Vol. 3
- Hell Razah – Renaissance Child
- Mathematics – Mathematics Presents Wu-Tang Clan & Friends Unreleased
- Mathematics – The Problem
- Pete Rock – NY's Finest
- Scientist – Dub 9/11
- Strong Arm Steady – Deep Hearted
- Termanology – Politics As Usual
- Immortal Technique – Revolutionary Vol. 2
- R.A. the Rugged Man – Die, Rugged Man, Die
- Vordul Mega – The Revolution of Yung Havoks
- Havoc – The Kush
- J Dilla – Jay Stay Paid
- Earl "Chinna" Smith – Dub It!
- MF Doom – Special Herbs: The Box Set Vol. 0-9
- MF Doom – Special Herbs, Vols. 5 & 6
- MF Doom – Best of KMD
- MF Doom – Live from Planet X
- Masta Killa – No Said Date
- Masta Killa – Made in Brooklyn